# Бюйюкорхан (ільче)
Бюйюкорхан (тур. Büyükorhan) — ільче (округ) у складі ілу Бурса на заході Туреччини. Адміністративний центр — місто Бюйюкорхан.

## Склад
До складу ільче (округу) входить 1 буджак (район) та 39 населених пунктів (2 міста та 37 сіл):

### Найбільші населені пункти
| №  | Населений пункт | Населення, осіб (2011) |
| -- | --------------- | ---------------------- |
| 1  | Бюйюкорхан      | 2 967                  |
| 2  | Киник           | 1 392                  |
| 3  | Енідже          | 706                    |
| 4  | Акташ           | 568                    |
| 5  | Сарнич          | 504                    |
| 6  | Мазлумлар       | 429                    |
| 7  | Караагиз        | 365                    |
| 8  | Дурхасан        | 331                    |
| 9  | Заферіє         | 277                    |
| 10 | Черібаши        | 273                    |